# 超五十連勝力士碑
| 拡大図 | 写真左端に超五十連勝力士碑 |

超五十連勝力士碑（ちょうごじゅうれんしょうりきしひ）は、富岡八幡宮に建つ相撲関連の石碑である。

## 概要
小島貞二の提案によって1988年の9月場所中に建立された。同年の千代の富士の53連勝がきっかけと誤解されるが、建立の時点では24連勝（7月場所終了時点）であり偶然である。横綱力士碑の傍らに建っており、大相撲の本場所で50連勝以上を記録した力士を顕彰している。11角柱の日本の石碑としては珍しい形状を持ち、正面に碑銘、以下左回りで超50連勝力士の名が年代順に刻まれている。現在6名の名が入り、残る4面が余白になっている。
50連勝以上を1回でも達成すれば名を刻まれる権利を得るが、各力士の最高記録のみを刻み込むため、当該力士の引退を待ってから刻名されることになる。そのため、50連勝以上を複数回達成したとしても重複して刻まれることはない。

## 一覧
| 力士           | 連勝数 | 連勝開始                                   | 連勝終了 （連勝の最終勝ち星）           | 連勝を止めた 対戦相手     | 備考/補足 |
| -------------- | ------ | ------------------------------------------ | --------------------------------------- | ------------------------- | --- |
| 谷風梶之助     | 63連勝 | 1778年（安永7年） 10月場所8日目西小結      | 1782年（天明2年） 2月場所6日目西大関    | 小野川喜三郎東二段目3枚目 | この63連勝は江戸本場所のみの連勝記録であり、京都本場所、大坂本場所での成績も含めると98連勝となる。2分2預16休含む。 |
| 梅ヶ谷藤太郎   | 58連勝 | 1876年（明治9年） 1月場所8日目西前頭4枚目  | 1881年（明治14年） 1月場所8日目西大関   | 若嶌久三郎東大関          | 12分2預28休含む。                                                                                                  |
| 太刀山峯右エ門 | 56連勝 | 1912年（明治45年） 1月場所9日目東横綱      | 1916年（大正5年） 5月場所7日目西横綱    | 栃木山守也東小結          | 1分1預31休を含む。                                                                                                 |
| 双葉山定次     | 69連勝 | 1936年（昭和11年） 1月場所7日目東前頭3枚目 | 1939年（昭和14年） 1月場所3日目東横綱   | 安藝ノ海節男西前頭3枚目   | 関脇から横綱にかけて5場所連続全勝優勝。                                                                            |
| 千代の富士貢   | 53連勝 | 1988年（昭和63年） 5月場所7日目東張出横綱  | 1988年（昭和63年） 11月場所14日目東横綱 | 大乃国康西横綱            | 大乃国に敗れて連勝記録が止まった一番が昭和最後の一番となった。                                                     |
| 白鵬翔         | 63連勝 | 2010年（平成22年） 1月場所14日目東横綱     | 2010年（平成22年） 11月場所初日東横綱   | 稀勢の里寛東前頭筆頭      | |

## 超六十連勝力士碑
双葉山の生地である大分県宇佐市の双葉山記念館「双葉の里」には60連勝以上を記録した力士を顕彰する「超六十連勝力士碑」がある。双葉山生誕100年を記念して建立されたもので、2011年12月の除幕式には、前年63連勝を記録したばかりの白鵬も出席した。高さ2.5メートルの八角形の碑で、双葉山、谷風、白鵬の四股名と手形が入り、あと3名刻銘できる空欄がある。